# FC Rheinland-Pfalz/Saar Mainz
Der FC Rheinland-Pfalz/Saar Mainz war ein deutsches Straßenradsportteam.
Die Mannschaft wurde 2009 gegründet und nahm u. a. an Rennen der UCI Europe Tour teil. Manager war Siegfried Fröhlich, der von Jörg Abel unterstützt wurde. Sportlicher Leiter der Mannschaft war Andreas Walzer. Die Mannschaft wurde  mit Fahrrädern der Marke Rotwild ausgestattet. Das Motto des Teams war Echte Kerle dopen nicht.
Das Team musste jedoch bereits im März 2009 seinen Rennbetrieb als Continental Team wieder einstellen. Grund für den Rückzug des Teams aus dem Sportbetrieb waren nach Angaben des Vereins wirtschaftliche Probleme; nach dem Rückzug von fünf Sponsoren waren gut 25 Prozent des Etats des Teams nicht gedeckt.

## Saison 2009

### Erfolge in der Cyclocross Tour
Bei den Rennen der UCI-Cyclocross-Saison 2008/09 gelangen dem Team nachstehende Erfolge.
| Datum      | Rennen                       | Fahrer       |
| ---------- | ---------------------------- | ------------ |
| 11. Januar | Deutsche Meisterschaft (U23) | Sascha Weber |

### Mannschaft
| Name                            | Geburtstag        | Nationalität | Team 2009               |
| ------------------------------- | ----------------- | ------------ | ----------------------- |
| Moritz Bleymehl                 | 16. April 1988    | Deutschland  |                         |
| Rafael Bossler                  | 8. Juni 1989      | Deutschland  |                         |
| Jonas Brödel                    | 9. Januar 1990    | Deutschland  |                         |
| Holger Burkhardt (bis 30.03.)   | 16. Dezember 1987 | Deutschland  | Continental Team Milram |
| Maurice Calles (bis 31.03.)     | 10. Dezember 1989 | Deutschland  | Team AKUD               |
| David Heimpel                   | 7. Januar 1987    | Deutschland  |                         |
| Grischa Janorschke (bis 30.03.) | 30. Mai 1987      | Deutschland  | Continental Team Milram |
| Robin Jose                      | 30. Juni 1990     | Deutschland  |                         |
| Max König                       | 24. Februar 1989  | Deutschland  |                         |
| Jan-Moritz Müller               | 28. Januar 1988   | Deutschland  |                         |
| Nils Plötner (bis 30.06.)       | 7. Mai 1989       | Deutschland  | Thüringer Energie Team  |
| Andreas Stauff (bis 25.03.)     | 22. Januar 1987   | Deutschland  | Continental Team Milram |
| Sascha Weber                    | 23. Februar 1988  | Deutschland  |                         |
| Pascal Weerts                   | 26. März 1989     | Deutschland  | Team Rothaus            |